# Hipermutacja

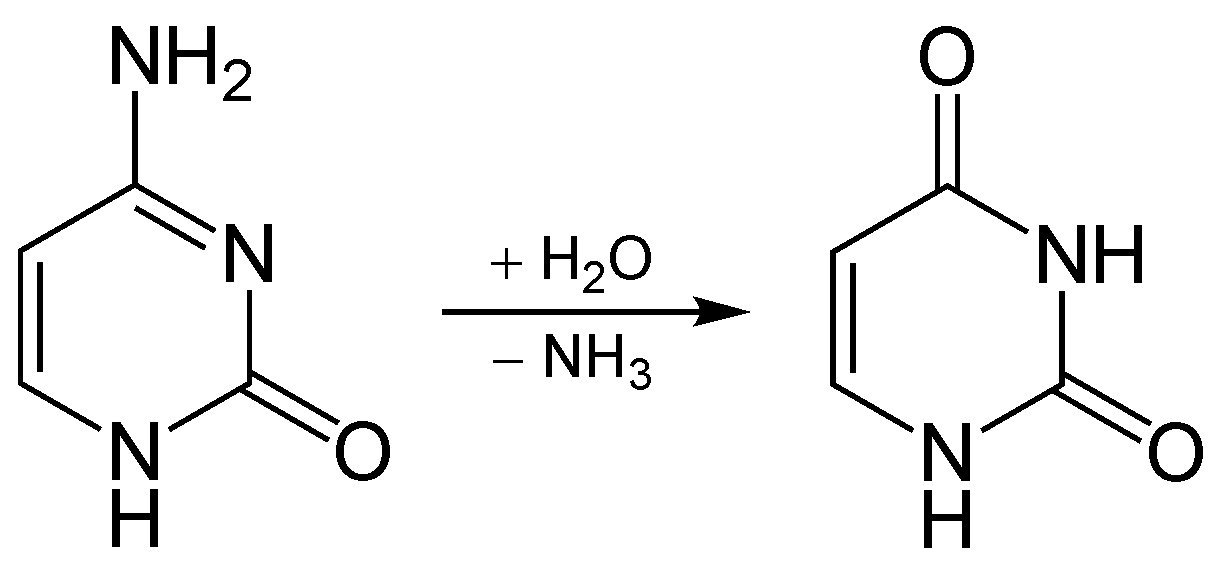
Deamidacja cytozyny w uracyl

Hipermutacja – mutacja o częstotliwości większej niż częstotliwość innych mutacji w organizmie, co najmniej o jeden rząd wielkości.
Hipermutacje zachodzą w określonych miejscach genomu i przyczyniają się do ogromnego zwiększenia zmienności tych miejsc. Przykładem mogą być mutacje zachodzące w rejonach hiperzmiennych (zwanych też rejonami determinującymi dopasowanie) genów kodujących przeciwciała. Dzięki temu zwiększa się liczba wariantów przeciwciał u danego osobnika, a tym samym swoistość przeciwciał wobec antygenu.